# Underhäng

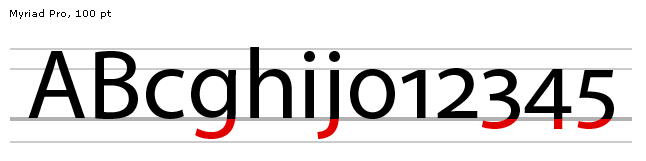
Underhäng, här markerade med rött, i teckensnittet Myriad Pro.

Underhäng eller nedstapel benämns den del av ett skrivtecken som löper under baslinjen på en teckenrad. Vanligtvis förekommer underhäng endast hos gemenerna (de små bokstäverna), bland gemena siffror och kommatecken. 